# Grotte bleue (Malte)
La grotte bleue (blue grotto) est une grotte maritime  longue de 43 m avec une profondeur allant jusqu’à 40 m, enchevêtrée avec six autres grottes successives. Elle se trouve près de Wied iż-Żurrieq au sud de Żurrieq au sud-ouest de l’île de Malte. La grotte est un lieu touristique réputé pour son eau bleue et verte turquoise d'une transparence absolue offrant une vision parfaite des fonds sous-marins et de la faune et la flore qui la peuple.

## Historique
Le Wied  iż-Żurrieq est d'abord un petit port de pêche de quelques bateaux jusque dans les années 1950. Ce sont d'abord des résidents ou des touristes anglais qui, venant se baigner dans le wied, prirent l'habitude de demander aux pêcheurs des promenades en mer. La demande augmentant avec le tourisme, les autorités maritimes mettent en place une règlementation, contrôle des bateaux et des moteurs hors-bord, matériel d'équipement et de sauvetage, examen et permis d'exploiter. En 1958, cela concernait alors les huit bateaux de pêche, puis douze en 1962 et 59 licences sont accordées pour l'année 1964. Devant l'inflation des bateaux dans le petit port, les licenciés s'organisent et créent le Blue Grotto Boat Service, limitant à un maximum de 25 bateaux en service par jour plus trois bateaux de sécurité. Depuis cette date, l'organisation est inchangée.

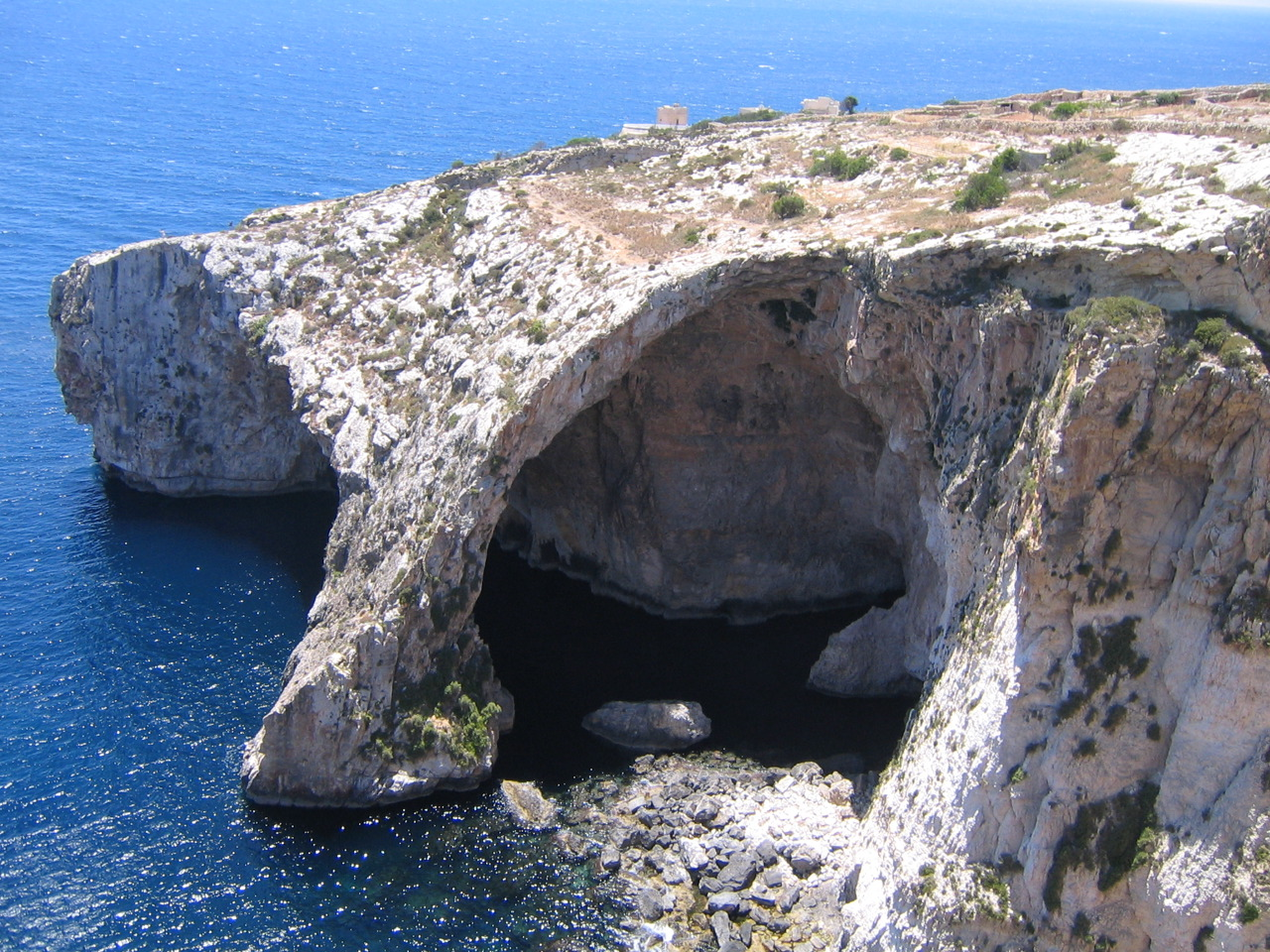
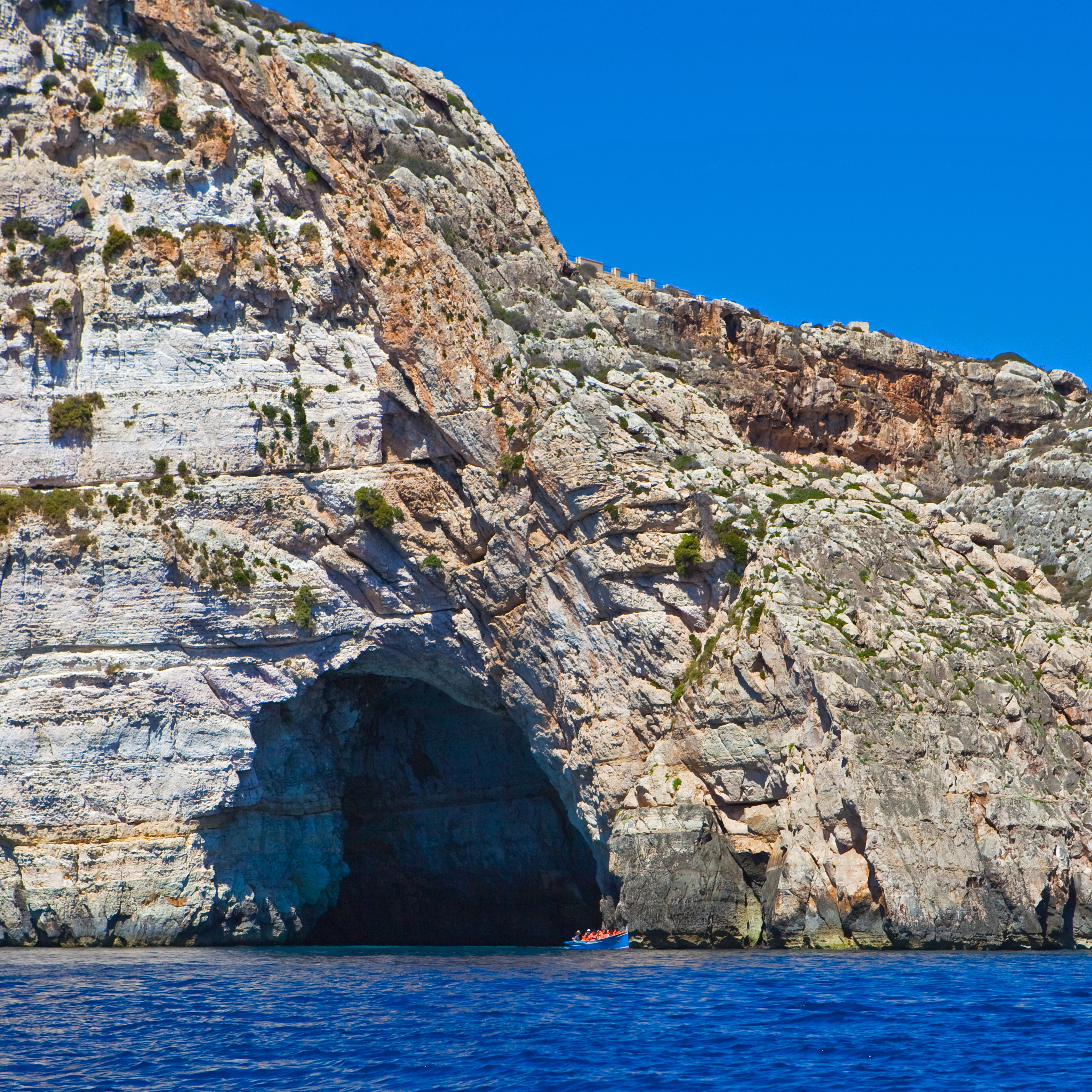
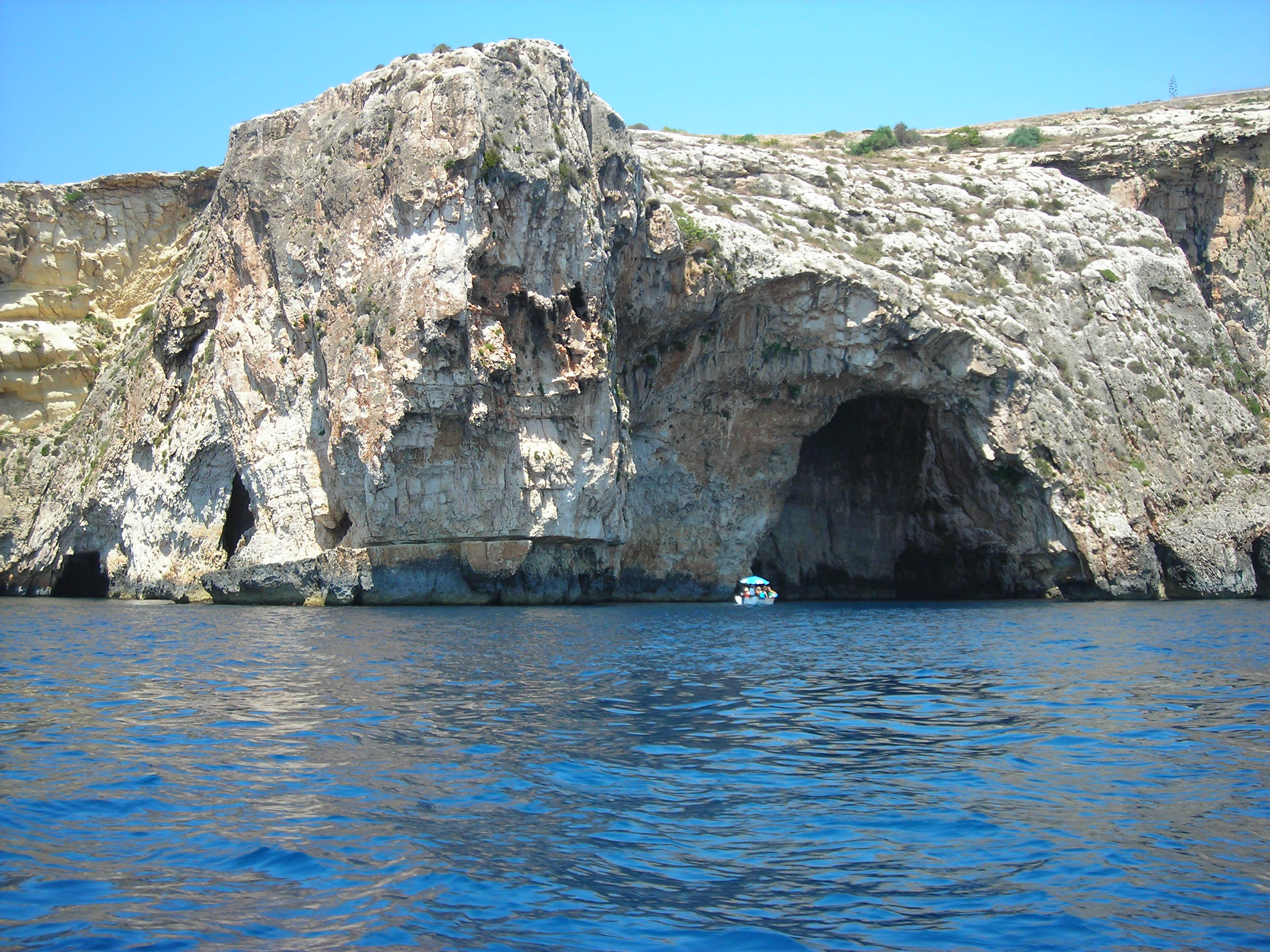
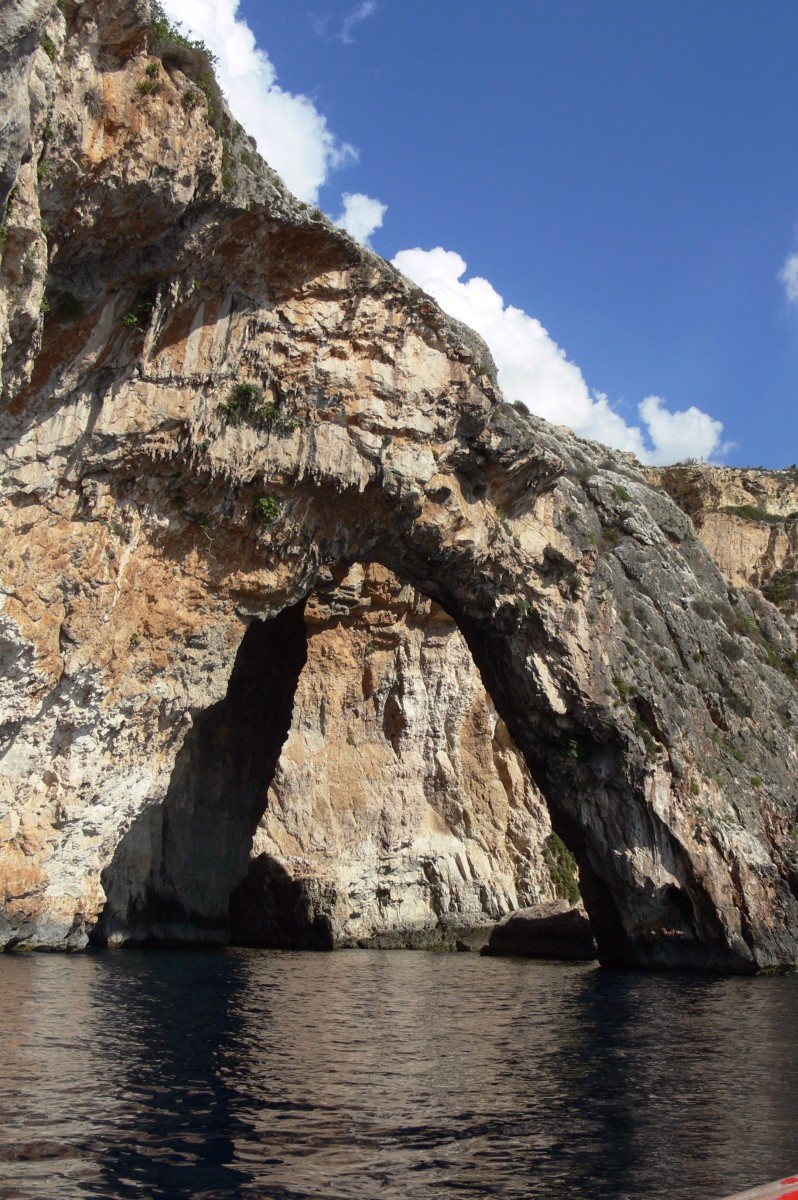
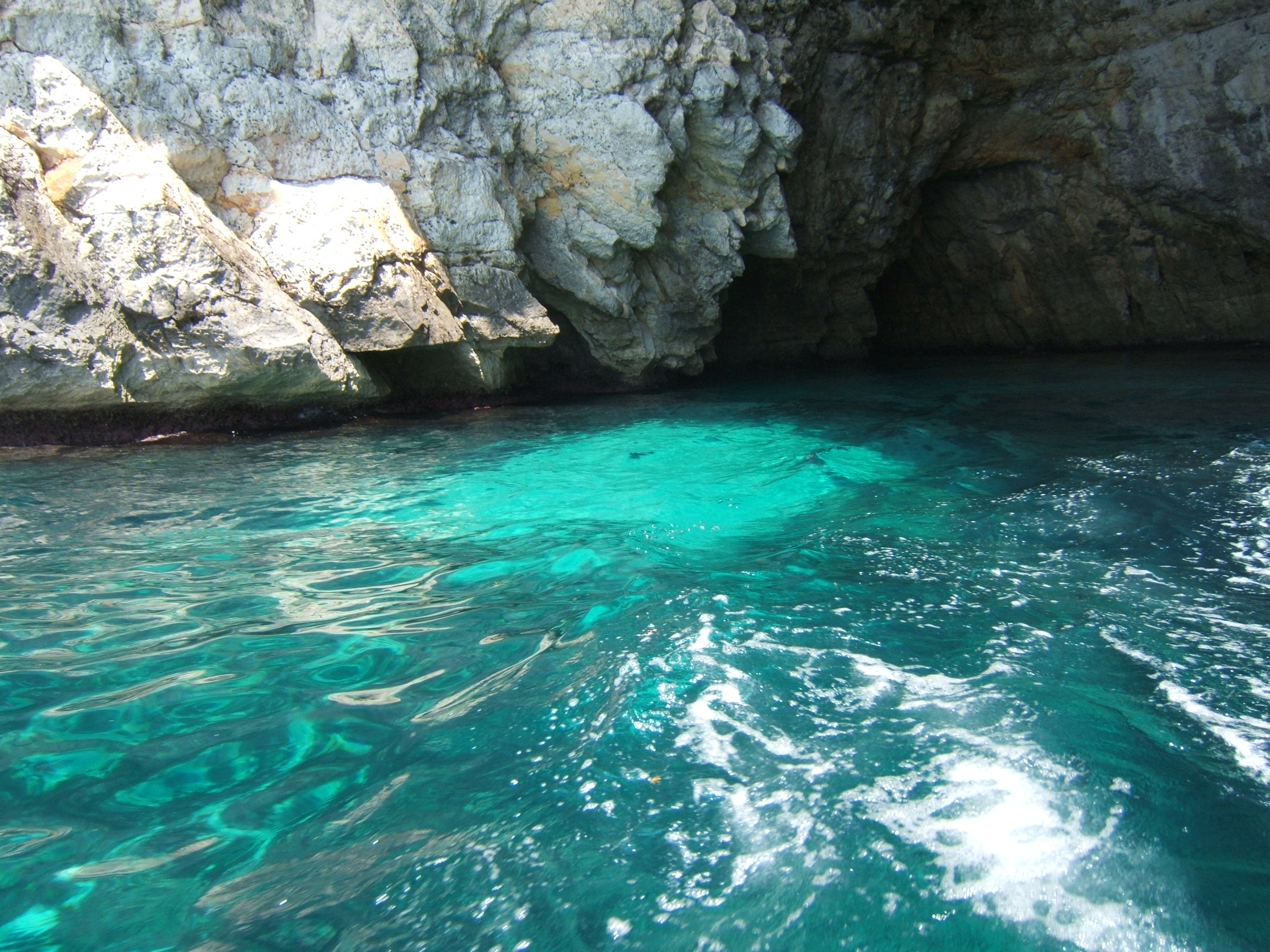